# Енеїда навиворіт
«Енеїда навиворіт» (біл. — «Энеіда навыварат») — бурлескно-травестійна поема, один із перших яскравих творів білоруської літератури Нового часу.
Написана після 1812 року і не пізніше початку 1830-х. Донині дійшов тільки уривок поеми (половина 1-ї пісні). Перші датовані списки належать до 1837-го, перша публікація вийшла у петербурзькому часописі «Маяк» (1845), більш повна — у виданні «Смоленский вестник» (1890). Більшість дослідників уважають, що поема була створена на заході Смоленщини, тісно пов'язаної з Білоруссю.
Автор твору достеменно невідомий, побутує думка, що автором є білоруський поет Вікентій Ровинський.
Мова твору — північно-східний білоруський діалект, достеменна локалізація — Вітебськ або Смоленськ — неоднозначна і пов'язана з текстологією і питанням авторства. У дореволюційних виданнях точніше передані діалектні особливості: ікання, відмінність твердого і м'якого [р] й інші риси, які в радянських виданнях були «підрівняні» під літературну білоруську мову.
Тарас Шевченко, познайомившись із поемою на початку 1840-х років у Петербурзі, відзначав її «чисто білоруський елемент». Максим Богданович розцінював «Енеїду» негативно і бачив у ній «потворну» спробу поміщика (Богданович уважав автором Ровинського) посміятися «не тільки білоруською мовою, але й над білоруською мовою».